# Pat Fairfield
Patrick Pat Greenway Fairfield dit Pat Fairfield, né le 26 novembre 1907 à Liverpool et mort le 21 juin 1937 au Mans, était un pilote automobile anglais, aussi de nationalité sud-africaine.

## Biographie
Sa carrière en sport automobile s'étale entre 1934 et 1937.
En 1936, il est quatrième du RAC Tourist Trophy sur une Lagonda LG45, à sa troisième participation consécutive (douzième en 1935) et, cinquième de la Coupe Vanderbilt au Theodore Roosevelt Raceway de Long Island, dans la banlieue sud de New York avec une ERA A.

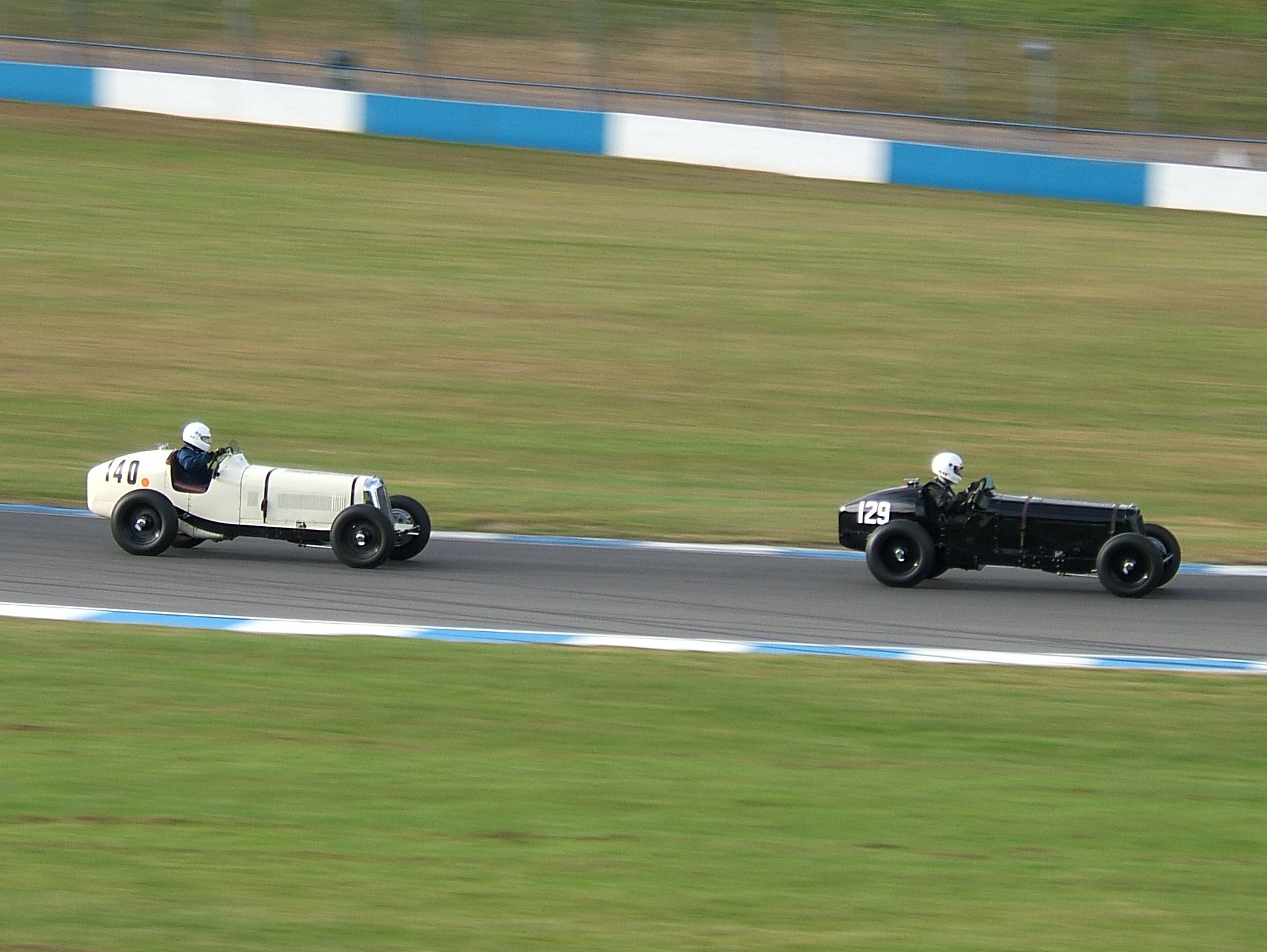
Deux ERA B (à Donington Park).

1937 est son année de gloire, mais elle lui est aussi fatale: il remporte le Grand Prix du Rand au circuit Lord Howe et le Grand Prix d'Afrique du Sud au circuit Prince George sur ERA B. puis il se tue lors des 24 Heures du Mans avec une Frazer Nash BMW 328 2,0 l 6 cylindres. À la fin du huitième tour, il est victime d'un violent accrochage avec le français René Kippeurt (dit Rekip), alors qu'il fait équipe avec David Murray le propriétaire de la voiture. Les deux pilotes ont été impliqués dans un carambolage de six véhicules, au secteur de Maison Blanche juste avant la ligne des stands. Rekip, qui a initialement perdu le contrôle de sa Bugatti Type 44, est tué sur le coup, et Fairfield décède 48 heures plus tard à l'hôpital.
Il donne son nom au Pat Fairfield Memorial Trophy à la fin des années 1950 sur le Circuit Roy Hesketh (en) de Pietermaritzburg, une course du Championnat d'Afrique du Sud de Formule 1.